# Stockholms Operettsällskap
Stockholms Operettsällskap eller Stockholms Operettensemble var ett teatersällskap. Ensemblen har bland annat spelat operetter som Värdshuset Vita Hästen, Lilla Helgonet och Cirkusprinsessan. Stockholms Operettensemble huserade oftast på Jarlateatern och Boulevardteatern i Stockholm och gjorde även rikstäckande turnéer. Sommarföreställningarna på Hallwylska palatset pågick under många år.
Ensembelns grundare, primus motor och primadonna var Anne-Lie Kinnunen.